# Valverde (República Dominicana)
Valverde é uma das 32 províncias da República Dominicana. Sua capital é a cidade de Mao.
Localizada a noroeste do país, pertence à Região Norte, também chamada de Cibao. Foi criada pela divisão da província de Santiago, em 1959.
Limita-se ao norte com a Província de Puerto Plata, ao leste e ao sul com Santiago, e ao oeste com as províncias de Monte Cristi e Santiago Rodríguez.

## Economía
A principal atividade econômica da província é a agricultura, com destaque para o cultivo de arroz. Em seguida a pecuária constitui-se na segunda atividade de relevo, seguida finalmente por indústrias manufatureiras, que ocupam cerca de 10% da mão-de-obra empregada, estabelecidas em Zonas Francas.

## Municipalidades
- Mao
- Esperanza
- Laguna Salada